# Arjona (Jaén)
Arjona és un municipi de la província de Jaén, situat a 39 km de la capital provincial, Jaén, i a 47 km de la ciutat de Còrdova.
Té 5.775 habitants (2006, INE) i té una extensió de 158,6 km². Pertany a la comarca de la Campiña de Jaén.